# Dos superpolicías en Miami
Miami SuperCops (en España: Dos superpolicías en Miami) es una película de acción/comedia italiana estrenada en 1985 protagonizada por Bud Spencer y Terence Hill. Cabe destacar que esta fue su última película en el formato buddy cop en la que actuaron juntos.

## Sinopsis
En 1978, 20 millones de dólares fueron robados de un banco de Detroit. Uno de los ladrones fue capturado, el segundo fue encontrado muerto, y el tercero desapareció. El dinero nunca fue encontrado. Siete años más tarde, el ladrón que fue capturado es liberado de prisión e inmediatamente se va a Miami, aunque es encontrado muerto al día siguiente. Ahora los agentes de policía, Doug Bennet y Steve Forest investigaran el caso. En algún lugar en Miami está el tercer ladrón escondiendo sus $20 millones y será tarea de esta pareja de policías encontrarlo.

## Crítica
- En IMDb tiene 6.2 de 10.[2]

- En Filmaffinity un 4,9 de 10.[3]